# Baie de Lübeck
La baie de Lübeck est une baie maritime de la mer Baltique dans la baie du Mecklembourg située dans le nord de l'Allemagne. C'est la partie la plus occidentale de la mer Baltique. Elle est située autour de la ville de Lübeck et contient plusieurs communes du Schleswig-Holstein et du Land de Mecklembourg-Poméranie-Occidentale.

## Histoire
Le 3 mai 1945, une tragédie maritime s'y déroula : 3 navires y furent bombardés par la Royal Air Force (RAF) :
- le Cap Arcona
- le Thielbek et
- le Deutschland.

À l’époque de l’existence de la République démocratique allemande (RDA), elle constituait la partie la plus septentrionale de la frontière inter-allemande (formant ainsi une partie du Rideau de fer).

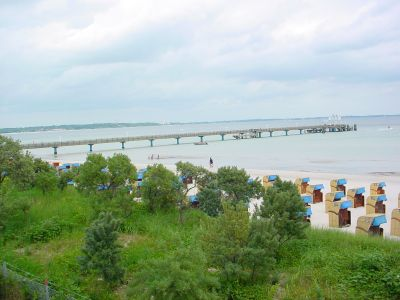
Ponton de Scharbeutz.

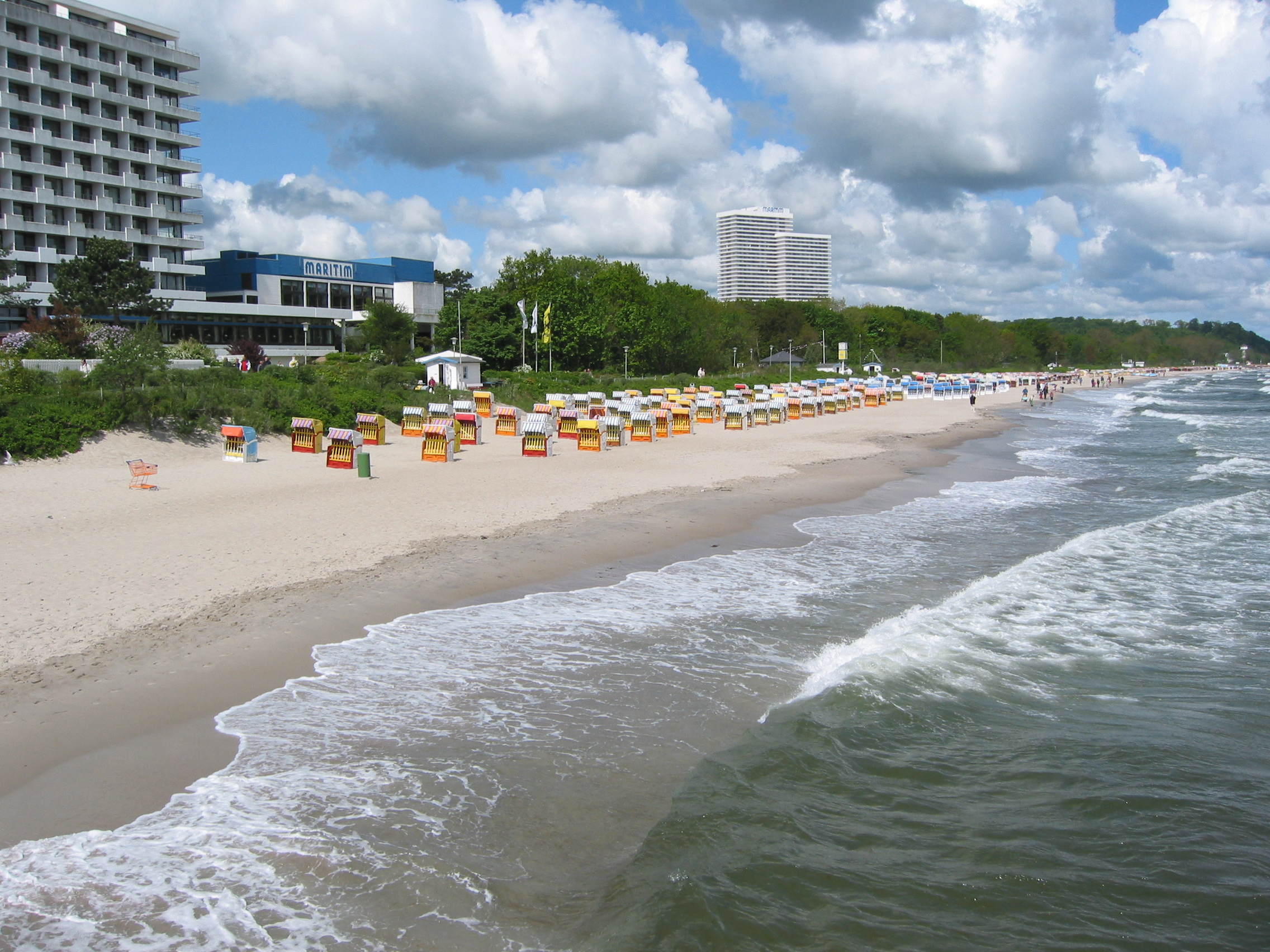
Plage de Timmendorfer Strand.